# Lijst van brutoformules H08
Dit lemma is onderdeel van de lijst van brutoformules. Dit lemma behandelt de brutoformules van 8 waterstofatomen.

## H8Al
| Brutoformule                          | Gewone formule                           | Naam       |
| ------------------------------------- | ---------------------------------------- | ---------- |
| {\displaystyle {\ce {H8Al2CaO16Si4}}} | {\displaystyle {\ce {CaAl2Si4O12.4H2O}}} | Laumontiet |

## H8As
| Brutoformule                        | Gewone formule                          | Naam          |
| ----------------------------------- | --------------------------------------- | ------------- |
| {\displaystyle {\ce {H8As2Cu3O12}}} | {\displaystyle {\ce {Cu3(AsO4)2.4H2O}}} | Veronesegroen |

## H8B
| Brutoformule                   | Gewone formule                    | Naam                                      |
| ------------------------------ | --------------------------------- | ----------------------------------------- |
| {\displaystyle {\ce {H6BO8P}}} | {\displaystyle {\ce {BPO4.3H2O}}} | Boorfosfaattetrahydraat ~ als boorfosfaat |

## H8Be
| Brutoformule                          | Gewone formule                             | Naam     |
| ------------------------------------- | ------------------------------------------ | -------- |
| {\displaystyle {\ce {H8BeNa2O14Si4}}} | {\displaystyle {\ce {Na2BeSi4O10.4(H2O)}}} | Nabesiet |

## H8Ca
| Brutoformule                        | Gewone formule                                | Naam                       |
| ----------------------------------- | --------------------------------------------- | -------------------------- |
| {\displaystyle {\ce {H8CaN2O10}}}   | {\displaystyle {\ce {Ca(NO3)2.4H2O}}}         | Calciumnitraattetrahydraat |
| {\displaystyle {\ce {H8CaO15Si4V}}} | {\displaystyle {\ce {Ca(V5^+O)Si4O10.4H2O}}}  | Cavansiet                  |
| {\displaystyle {\ce {H8Ca4O20Si6}}} | {\displaystyle {\ce {Ca4(Si6O15)(OH)2.3H2O}}} | Gyroliet                   |

## H8Ce
| Brutoformule                      | Gewone formule                         | Naam                      |
| --------------------------------- | -------------------------------------- | ------------------------- |
| {\displaystyle {\ce {H8CeN8O18}}} | {\displaystyle {\ce {(NH4)2Ce(NO3)6}}} | Ammoniumcerium(IV)nitraat |

## H8Cl
| Brutoformule                      | Gewone formule                      | Naam                                                       |
| --------------------------------- | ----------------------------------- | ---------------------------------------------------------- |
| {\displaystyle {\ce {H8Cl2FeO4}}} | {\displaystyle {\ce {FeCl2.4H2O}}}  | IJzer(II)chloridetetrahydraat                              |
| {\displaystyle {\ce {H8Cl6N2Pt}}} | {\displaystyle {\ce {(NH4)2PtCl6}}} | Ammoniumhexachloroplatinaat ~ in synthese platina(IV)oxide |

## H8Cr
| Brutoformule                      | Gewone formule                      | Naam               |
| --------------------------------- | ----------------------------------- | ------------------ |
| {\displaystyle {\ce {H8CrN2O4}}}  | {\displaystyle {\ce {(NH4)2CrO4}}}  | Ammoniumchromaat   |
| {\displaystyle {\ce {H8Cr2N2O7}}} | {\displaystyle {\ce {(NH4)2Cr2O7}}} | Ammoniumdichromaat |

## H8Fe
| Brutoformule                       | Gewone formule                         | Naam                                                                     |
| ---------------------------------- | -------------------------------------- | ------------------------------------------------------------------------ |
| {\displaystyle {\ce {H8FeN2O8S2}}} | {\displaystyle {\ce {(NH4)2Fe(SO4)2}}} | Ammoniumijzer(II)sulfaat                                                 |
| {\displaystyle {\ce {H8FeO8S}}}    | {\displaystyle {\ce {FeSO4.H2O}}}      | IJzer(II)sulfaat tetrahydraat ~ als ijzer(II)sulfaat (hydraat), rozeniet |

## H8Mg
| Brutoformule                         | Gewone formule                              | Naam    |
| ------------------------------------ | ------------------------------------------- | ------- |
| {\displaystyle {\ce {H8MgNa2O12S2}}} | {\displaystyle {\ce {Na2Mg(SO4)2.4(H2O).}}} | Blödiet |

## H8Mn
| Brutoformule                   | Gewone formule                     | Naam                                                |
| ------------------------------ | ---------------------------------- | --------------------------------------------------- |
| {\displaystyle {\ce {H8MnO8}}} | {\displaystyle {\ce {MnSO4.4H2O}}} | Mangaan(II)sulfaattetrahydraat ~ als mangaansulfaat |

## H8N
| Brutoformule                     | Gewone formule                        | Naam                                                                    |
| -------------------------------- | ------------------------------------- | ----------------------------------------------------------------------- |
| {\displaystyle {\ce {H8N2O2}}}   | {\displaystyle {\ce {(NH4)2O2}}}      | Ammoniumperoxide ~ als peroxide                                         |
| {\displaystyle {\ce {H8N2O4S}}}  | {\displaystyle {\ce {(NH4)2SO4}}}     | Ammoniumsulfaat ~ ook wel: zwavelzure ammoniak ~ in bereiding kunstmest |
| {\displaystyle {\ce {H8N2O6S}}}  | {\displaystyle {\ce {(N(OH)H3)2SO4}}} | Hydroxylammoniumsulfaat                                                 |
| {\displaystyle {\ce {H8N2O8S2}}} | {\displaystyle {\ce {(NH4)2S2O8}}}    | Diammoniumperoxodisulfaat ~ ook wel: ammoniumpersulfaat                 |
| {\displaystyle {\ce {H8N2S}}}    | {\displaystyle {\ce {(NH4)2S}}}       | Ammoniumsulfide                                                         |

## H8O
| Brutoformule                       | Gewone formule                         | Naam                    |
| ---------------------------------- | -------------------------------------- | ----------------------- |
| {\displaystyle {\ce {H8O12P2Zn3}}} | {\displaystyle {\ce {Zn3(PO4)2.4H2O}}} | Zinkfosfaattetrahydraat |

## H8Si
| Brutoformule                  | Gewone formule                | Naam                   |
| ----------------------------- | ----------------------------- | ---------------------- |
| {\displaystyle {\ce {H8Si3}}} | {\displaystyle {\ce {Si3H8}}} | Trisilaan ~ als silaan |